# Microtropis fokienensis
Microtropis fokienensis là một loài thực vật có hoa trong họ Dây gối. Loài này được Dunn mô tả khoa học đầu tiên năm 1908.